# Štefan Pazdera
Štefan Pazdera (11. dubna 1924, Železná Breznica – 14. srpna 2010, Prešov) byl slovenský politický vězeň.

## Životopis
Štefan Pazdera již v roce 1947 jako 23letý se znepokojením přijímal vzrůstající vliv komunistů v armádě. Jak četaře aspiranta ho za jeho kritické postoje a odmítnutí služby odsoudili Vojenským soudem v Praze k třem měsícům těžkého žaláře a propustili do civilu. Jako absolvent banskoštiavnické lesnické školy se dostal na Šumavu, do lesní správy Chodenice u Klatov. Na podnět arcibiskupa Berana využil svůj vstup do pohraničního pásma a začal pomáhat uprchlíkům při přechodu přes západní hranice. Jako vedoucí lesní správy na Šumavě organizoval útěky přes hranice několika významných členů politických stran, příslušníků armády západního zahraničního odboje a církve, mezi jinými i Jánu Ambrušovi.
Z vysílání Svobodné Evropy, Radia Vatikán nebo BBC často slyšel větu "Stezka Karlík byla hladká". To bylo heslo, že útěk vybrané osoby se podařil. Za napomáhání k útěku byl v roce 1951 zatčen Státní bezpečností a po odsouzení zařazen na těžbu uranu v Jáchymově. I po propuštění z vězení v roce 1953 se dostal do pozornosti StB v Karlových Varech, která ho obvinila z poškozování národního hospodářství.
Po odpykání trestu mu zakázali pobyt v pohraniční oblasti a musel se odstěhovat na východní Slovensko. Jak politicky nespolehlivého ho jako lesníka nikde nechtěli zaměstnat a musel se živit jako střihač ovcí. V roce 1977 se stal dokonce světovým šampionem ve stříhání ovcí.

## Činnost
Po listopadu 1989 aktivně prosazoval rehabilitaci a odškodnění obětí komunismu, zejména z řad násilně odvlečených do gulagů v bývalém SSSR. Stál u zrodu organizace násilně odvlečených a přípravě zákonů na jejich odškodnění. Pomáhal stovkám násilně odvlečených při vyřizování potřebných dokumentů a jejich získání z archivů v SSSR. Pracoval na odhalování nepotrestaných a tajných zločinů komunismu a zločinů spáchaných na Slovensku koncem druhé světové války.
Na Štěpána Pazderu bylo podáno několik trestních oznámení ze strany Slovenského svazu protifašistických bojovníků (SZPB), většinou od bývalých členů Komunistické strany, jejichž minulost odhaloval. Žalobu na něj podal i bývalý ministr kultury Dušan Slobodník poté, co Pazdera připomněl jeho minulost: účast v diverzním kurzu v Sekulích pod patronací SS a prominentní pobyt v pracovním táboře v bývalém SSSR.
I ve vysokém věku aktivně zkoumal archivy a pomáhal účastníkům zahraničního odboje proti komunistické expanzi v Indočíně z řad příslušníků Francouzské cizinecké legie, kteří se dostali do zajetí v komunistickém Vietnamu, Číně a SSSR. Stál u zrodu sekce příbuzných příslušníků Francouzské cizinecké legie, která vznikla jako součást Světového sdružení bývalých československých politických vězňů a od roku 2001 až do své smrti v roce 2010 byl jejím předsedou.